# Parafia Przemienienia Pańskiego w Braniewie
Parafia Przemienienia Pańskiego – parafia prawosławna w Braniewie, w dekanacie Gdańsk diecezji białostocko-gdańskiej.
Na terenie parafii funkcjonuje 1 cerkiew:
- cerkiew Przemienienia Pańskiego w Braniewie – parafialna

## Historia
Parafia erygowana w 1948. Wierni to wyznawcy prawosławia, przesiedleni na te tereny w 1947 w ramach Akcji „Wisła”. Początkowo nabożeństwa odbywały się w budynku mieszkalnym, później pozyskano kaplicę poewangelicką, którą dostosowano do potrzeb liturgii prawosławnej. Do 1964 parafia posiadała filię w Młynarskiej Woli, a w latach 1964–1972 – w Młynarach.
W 1999 r. oddano do użytku dom parafialny.

## Wykaz proboszczów
- 1948–1962 – ks. Mikołaj Kostyszyn
- 1962–1964 – ks. Anatol Szydłowski
- 1964–1965 – ks. Anatol Kiryk
- 1965–1966 – p.o. ks. Grzegorz Misijuk
- 1966–1969 – ks. Andrzej Bierezowiec
- 1969–1970 – ks. Anatol Siegień
- 1971–1984 – ks. Antoni Gutowski
- 1984–1990 – ks. Sławomir Tomaszuk
- 1990–1992 – ks. Jan Pietruczyk
- od 1992 – ks. Witalis Leonczuk